# Сутулинський Віталій Іванович
Віта́лій Іва́нович Сутули́нський (Сутулінський) — священник Української автокефальної православної церкви.

## Життєпис
Народився у 1893 році у с. Бірки тодішньої Полтавської губернії у сім'ї священника, Івана Сутулинського, котрий служив у селах Полтавської губернії (загинув у 1920 році). Сестри Віталія, Маруся та Ніла, вчителювали.
Закінчив Лубенську гимназію та, в 1916 році, історико-філологічний факультет Варшавського університету. Учасник національно-визвольного руху.
Проживав у селі Остап'є. Висвячений в сан священника в 1922 році. До червня 1929 року — священник у селах Великобагачанського району Полтавської області.
Заарештований ОДПУ 1 червня 1929 року. Згідно справи № 81101: «Будучи служителем культу автокефальної течії, за своїми політичними переконаннями будучи ідейним петлюрівцем, систематично проводив агітацію проти заходів Радянської влади і в один і той же час вів виховання мас в національно-шовіністичному дусі, для чого використовував церкву як кафедру для своей контрреволюційної роботи».
Засуджений Особливою нарадою при Колегії ОДПУ 3 березня 1929 за статтею 58-10 КК УСРР до 3 років позбавлення волі. Карався в концтаборі Соловки, де й помер 1932 року[джерело?].
Реабілітований Полтавською обласною прокуратурою 18 червня 1989 року.